# فالديريدايبلي
بلدية فالديريدايبلي (بالإسبانية: Valderredible)‏، هي إحدى بلديات منطقة كانتابريا, المصنفة على أنها مقاطعة أيضاً، في شمال إسبانيا.
يبلغ عدد سكانها 1.126 نسمة وفقاً لإحصائية سنة (2002).